# Росновка
Росновка (укр. Роснівка) — село в Яворовской городской общине Яворовского района Львовской области Украины.
Расположено на берегу реки Шкло (приток р. Сан, бассейн Вислы).
Население по переписи 2001 года составляло 207 человек. Занимает площадь 0,618 км². Почтовый индекс — 81043. Телефонный код — 3259.

## История
В 1946 г. Указом ПВС УССР село Вулька Росновская переименовано в Росновку.